# Parlamentní volby v Chile 2009
Parlamentní volby v Chile 2009 proběhly 13. prosince, souběžně s prvním kolem prezidentských voleb. Volena byla kompletně nová poslanecká sněmovna (Cámara de Diputados) a 18 z 38 mandátů v Senátu. 
Ve volbách do sněmovny získala více hlasů levice, avšak pravice získala o jeden mandát více. Ve volbách do senátu naopak získala více hlasů pravice, počet získaných mandátů byl ale stejný. 
Poprvé od roku 1973 získala parlamentní zastoupení Komunistická strana, která se spojila do volební koalice se stranami levého středu.

## Výsledky voleb

### Poslanecká sněmovna
| Koalice Strana | Počet hlasů                                               | %                                     | PM                |
| --- | --------------------------------------------------------- | ------------------------------------- | ----------------- |
| Concertación a Juntos Podemos Křesťanskodemokratická strana Chile, Partido Demócrata Cristiano de Chile Strana pro demokracii, Partido por la Democracia Socialistická strana Chile, Partido Socialista de Chile Sociálnědemokratická radikální strana, Partido Radical Socialdemócrata Komunistická strana Chile, Partido Comunista de Chile Nezávislý list A | 2 901 503 931 789 827 774 647 533 247 486 132 305 114 616 | 44,56 14,24 12,65 9,90 3,78 2,02 1,75 | 57 19 18 11 5 3 1 |
| Koalice pro změnu Nezávislá demokratická unie, Unión Demócrata Independiente Národní obnova, Renovación Nacional Nezávislý list B Chile především, Chile Primero | 2 841 314                                                 | 43,44                                 | 58                |
| celkem | 6 539 570                                                 | 100,00                                | 120               |

PM = počet mandátů